# Mongolyn Üleg Gürweliin Töw Mudsjei
Das Mongolyn Üleg Gürweliin Töw Mudsjei (mongolisch Монголын Үлэг Гүрвэлийн Төв Музей, en.: Central Museum of Mongolian Dinosaurs, dt. etwa: Mongolisches Zentralmuseum für Dinosaurier) ist ein paläontologisches Museum in der Hauptstadt Ulaanbaatar der Mongolei. Das Museum liegt im Hauptstadtdistrikt Süchbaatar an der Sambuugiin gudamdsch (Самбуугийн гудамж), in der Nähe des Dschingis-Khan-Statue und gegenüber der polnischen, Kasachischen und südkoreanischen Botschaft.

## Ausstellung
Zentrale Ausstellungsstücke des kleinen Museums sind 16 Reste von Skeletten von Dinosauriern des „kleinen mongolischen Cousins“ des Tyrannosaurus Rex, Tarbosaurus bataar. Die Haupt-Galerie besteht aus zahlreichen weiteren Skelettresten. In den angrenzenden Sälen werden Überreste von weiteren Raubsauriern und ein Nest von Oviraptor ausgestellt.

## Geschichte
In der Mongolei gibt es zahlreiche Fundstellen, an denen bis heute Fossilien von Dinosauriern geborgen werden. Dementsprechend gibt es auch vielfältige Forschungen zu den Funden und Fundorten.
Die Nachfrage nach einem eigenen Museum wurde in der wissenschaftlichen Gemeinde der Mongolei immer drängender. Ein kleines Zentralmuseum wurde daher am 21. Februar 2013 ins Leben gerufen. Ziel ist es, das paläontologische Erbe der Mongolei zu sammeln und für die Zukunft zu bewahren.
Die erste Ausstellung begann bereits am 8. Juni 2013 unter dem Namen des Tarbosaurus bataar: „Tarbosaurus tritt ins Haus“. Etwa eine halbe Million Menschen drängten sich auf dem Dschingis-Platz um die dreimonatigen Ausstellung zu besichtigen.
In den vergangenen zwanzig Jahren ließ sich die Mongolei dazu verleiten, viele paläontologische Funde, das paläontologische Erbe in die ganze Welt zu verhökern.
Mittlerweile wird eine Politik der Repatriierung betrieben, um die verstreuten Teile wiederzuerhalten.
187 Fossilien konnten schon zurückgeholt und dem Museum übergeben werden. Mittlerweile besitzt das Museum über 1000 Teile.